# Tramwaje w Bazylei

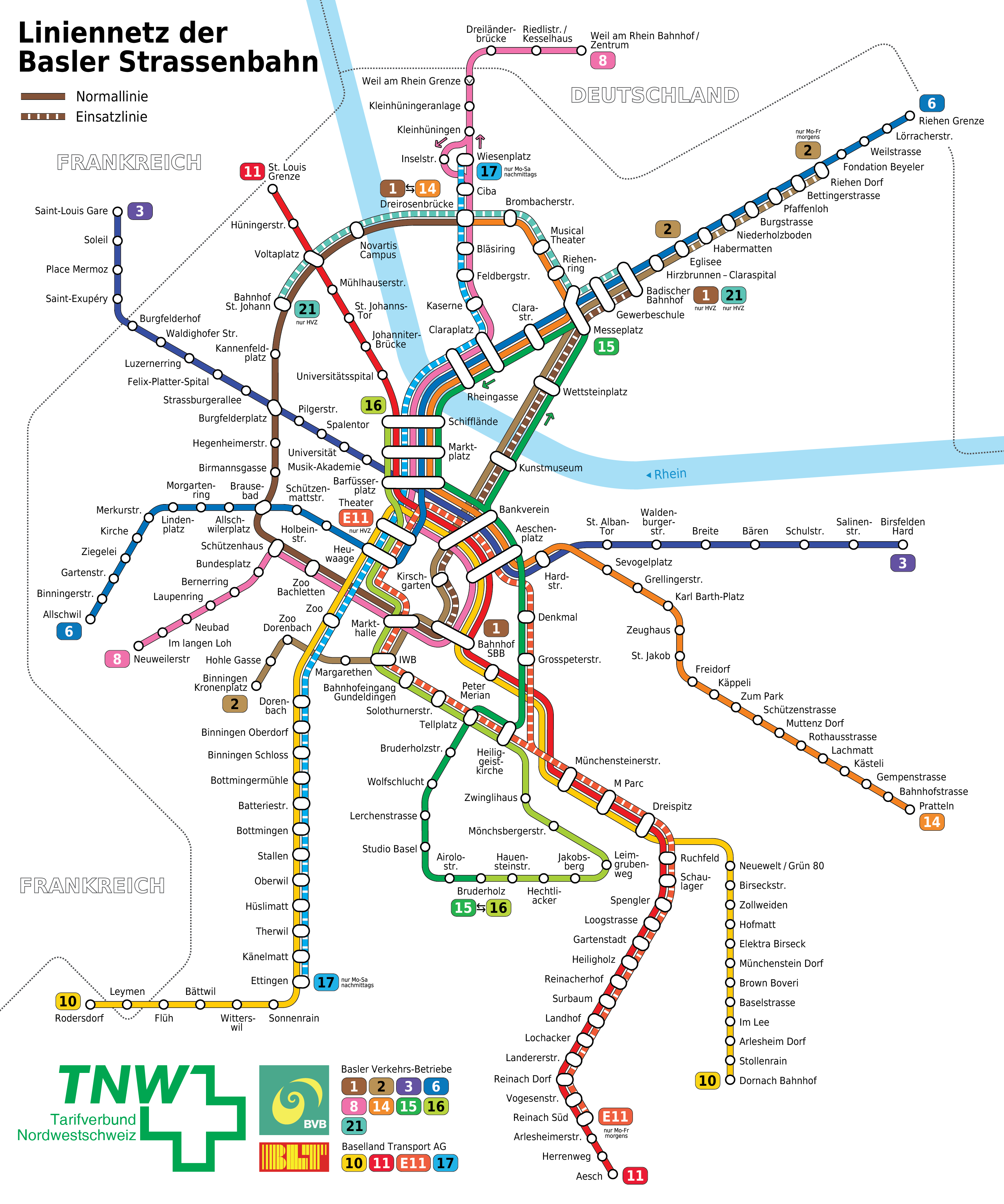
Schemat linii tramwajowych

Tramwaje w Bazylei − system komunikacji tramwajowej działający w szwajcarskim mieście Bazylea. 

## Historia
Pierwszy tramwaj elektryczny na ulice Bazylei wyjechał 6 maja 1895. Tramwaje kursowały na trasie Centralbahnhof – Aeschenplatz – Marktplatz – Mittlere Brücke – Badischer Bahnhof. W kolejnych latach sieć tramwajową intensywnie rozbudowywano. W 1934 otwarto nową linię z Abschnitt Margarethenstr. do Binningen – sieć osiągnęła wówczas swoją największą długość wynoszącą 72 km. Po II wojnie światowej zlikwidowano kilka linii tramwajowych. W 1958 długość tras wyniosła 51,7 km. 
W 1974 połączono kilka spółek obsługujących linie podmiejskie; nowa spółka nosi nazwę Baselland Transport AG (BLT) i razem z miejskim przewoźnikiem Basler Verkehrs-Betriebe (BVB) obsługuje 12 linii tramwajowych, w tym kilka linii podmiejskich. Obecnie planowana jest rozbudowa sieci tramwajowej. 14 grudnia 2014 oddano do użytku linię z Kleinhüningen przez Kleinhüningeranlage, Hiltalingerbrücken do Zoll Weil am Rhein – Friedlingen; linia o długości 2,8 km miała zostać oddana do eksploatacji w 2013. 31 lipca 2017 przedłużono o 500 m linię tramwajową nr 3 z dotychczasowej pętli Burgfelden Grenze, którą zlikwidowano, do nowej końcówki Burgfelderhof. Był to pierwszy odcinek budowanej wówczas linii do dworca kolejowego w Saint-Louis. Całą linię liczącą 3 km otwarto 9 grudnia 2017. Jest to trzecia linia tramwajowa przekraczająca granice kraju, obok linii nr 8 do  Weil am Rhein oraz linii nr 10, która na terenie Francji ma jeden przystanek. Aktualnie w budowie znajduje się przedłużenie linii z dworca Saint-Louis do Portu lotniczego EuroAirport Bazylea-Miluza-Fryburg. Linie podmiejskie 10, 11 i 17 obsługuje spółka BLT, a pozostałe linie – BVB.

## Linie

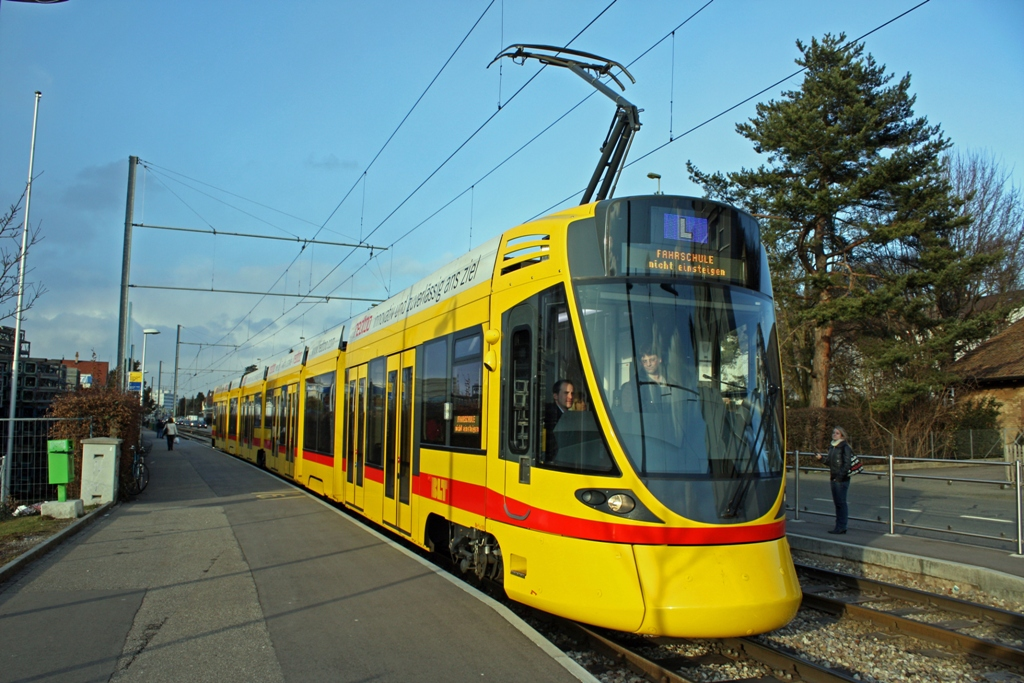
Tramwaj Stadler Tango należący do BLT

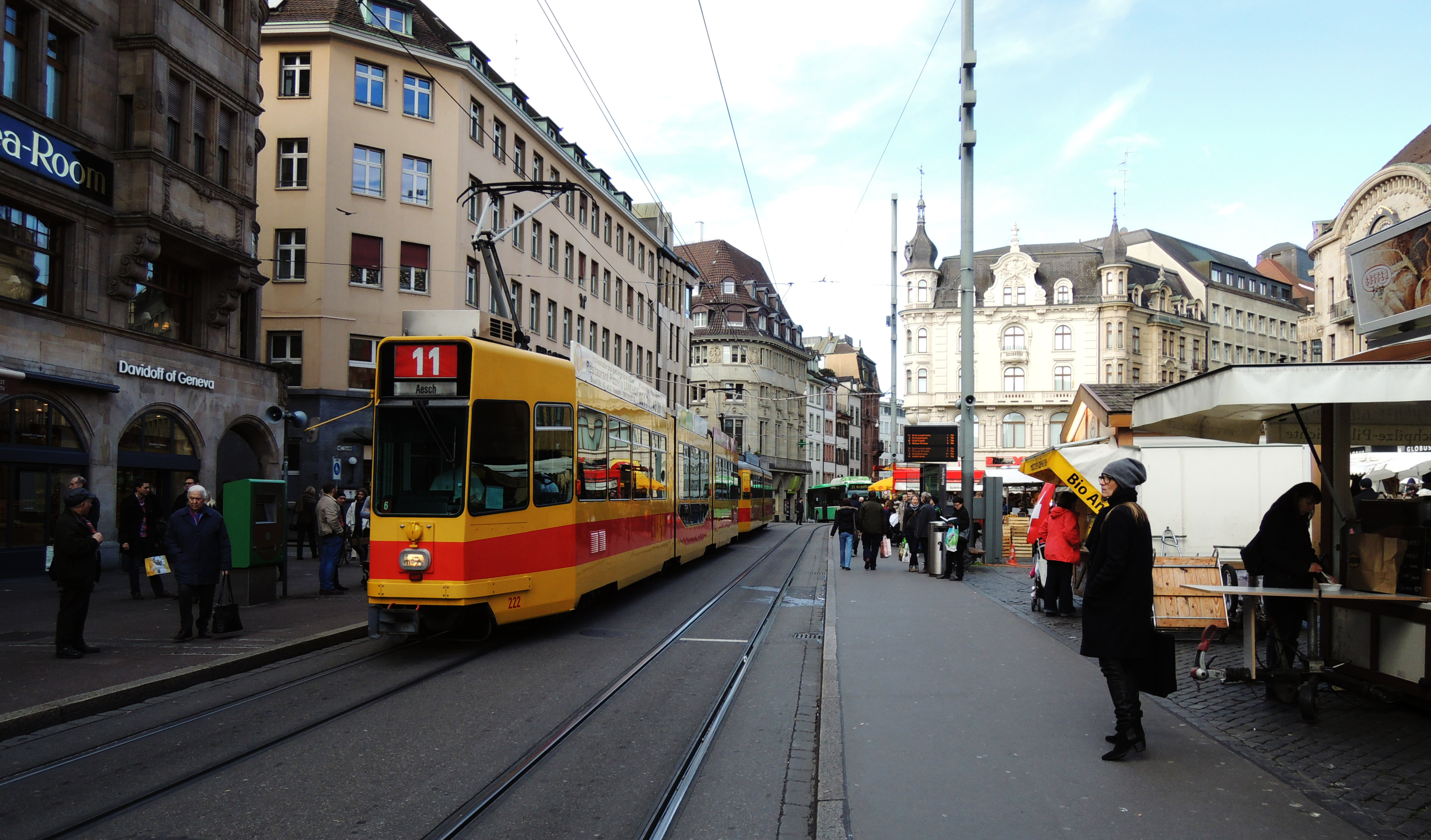
Tramwaj Be 4/8 należący do BLT

| numer linii | trasa (przewoźnik)                             |
| ----------- | ---------------------------------------------- |
| 1           | Dreirosenbrücke ↔ Bahnhof SBB (BVB)            |
| 2           | Binningen ↔ Eglisee (BVB)                      |
| 3           | Gare de Saint-Louis ↔ Birsfelden Hard (BVB)    |
| 6           | Allschwil ↔ Riehen Grenze (BVB)                |
| 8           | Neuweilerstrasse ↔ Weil am Rhein Bahnhof (BVB) |
| 10          | Rodersdorf ↔ Dornach (BLT)                     |
| 11          | St-Louis Grenze ↔ Aesch (BLT)                  |
| 14          | Dreirosenbrücke ↔ Pratteln (BVB)               |
| 15          | Messeplatz ↔ Bruderholz (BVB)                  |
| 16          | Bruderholz ↔ Schifflände (BVB)                 |
| 17          | Wiesenplatz ↔ Ettingen (BLT)                   |
| 21          | Badischer Bahnhof ↔ Bahnhof St. Johann (BVB)   |

## Tabor
Tabor tramwajowy BVB
Wagony silnikowe:
- Be 4/4 nr 457–476 (1967/1968)
- Be 4/4 nr 477–502 (1986/1987)
- Be 4/6 nr 623–658 (1972)
- Be 4/6 nr 659–686 (1990/1991)
- Be 6/8 nr 301–328 (2000–2002) (Combino)
- Be 6/8 nr 5001–5044 (2014–2017) (Flexity)

Wagony doczepne:
- B4 nr 1416–1506 (1961/1972)

Tabor tramwajowy BLT
Wagony silnikowe:
- Be 4/6 nr 101–115 (1971/1976)
- Be 4/6 nr 123–158 (2001)
- Be 4/x nr 201–266 (1978/1981)
- Be 6/10 nr 151–154 (2008–2009) (Stadler Tango)

Wagony doczepne:
- B4 1301–1305 i 1316–1322 (1948/1973)

W 2006 firmy BVB i BLT złożyły zamówienie na 60 tramwajów Stadler Tango. Do BVB miało trafić 40 tramwajów, a do BLT – 20. Pierwszy tramwaj dla BLT dotarł we wrześniu 2008. Ostatni tramwaj miał zostać dostarczony do 2014. Wkrótce jednak BVB wycofało się z zamówienia i ponownie rozpisało przetarg ze zmienioną specyfikacją na dostawę 60 tramwajów. W wyniku zakończenia przetargu wybrano Bombardier Transportation jako dostawcę 61 tramwajów Flexity Basel. Nowe tramwaje są całkowicie niskopodłogowe i 7-członowe. Od 2014 do 2017 co miesiąc dostarczane są BVB nowe tramwaje. Natomiast BLT do 2012 otrzymał 19 tramwajów Stadler Tango z pierwszego przetargu.